# Serhij Krawczenko (polityk)
Serhij Krawczenko, ukr. Сергі́й Іва́нович Кра́вченко (ur. 11 kwietnia 1960 w Chocimiu) – ukraiński wojskowy, polityk i samorządowiec, od 2006 do 2014 burmistrz Ługańska.
W 1982 ukończył studia w Wyższej Uczelni Czołgowo-Inżynieryjnej im. Marszałka Koszewego w Omsku ze stopniem oficera ze specjalnością inżyniera-mechanika ds. pojazdów gąsienicowych i kołowych. W latach 1982–1987 służył w Armii Radzieckiej, m.in. w Centralnej Grupie Wojsk w Czechosłowacji. W latach 1987–1993 pracował w dzielnicowym (artemiwśkim) komisariacie wojskowym Ługańska, a później (1993–1998) pełnił obowiązki komisarza wojskowego dzielnicy kam'janobridśkiej miasta. Dosłużył się stopnia podpułkownika. W latach 2000–2001 kontynuował naukę w charkowskiej filii Ukraińskiej Akademii Administracji Państwowej przy Prezydencie Republiki Ukrainy, gdzie uzyskał tytuł magistra administracji państwowej.
W okresie 1994–1998 sprawował mandat radnego dzielnicy kam'janobridskiej Ługańska, a w 1998 objął obowiązki jej przewodniczącego (do 2006). Od 2006 jest prezydentem miasta.
Należy do Partii Regionów. W 2002 startował bez powodzenia w wyborach do Rady Najwyższej. W 2003 wybrano go pierwszym wiceprzewodniczącym obwodowej organizacji PR, a w styczniu 2005 szefem ugrupowania w Ługańsku.
Ma żonę Switłanę Jewhenijiwnę i córkę Katarynę Serhijiwnę.